# ГЕС Chabet El Akra
ГЕС Chabet El Akra — гідроелектростанція в Алжирі, станом на 2017 рік друга за потужністю в країні після ГЕС Erraguene.
Гребля станції збудована за 200 км на схід від міста Алжир та за 30 км на південний схід від міста Беджая, що лежить на узбережжі Середземного моря. Її спорудили в уеді Agrioun, котрий тече в північному напрямку з гірського хребта Тель-Атлас та впадає в Середземне море на схід від тільки що згаданої Беджаї. Після великого водосховища, створеного на уеді греблею гідроелектростанції Ігіл-Емда, тягнеться вузька ущелина, яка в 5 км від початку перекрита ще однією греблею. Ця аркова споруда висотою 35 метрів не створює великої водойми (об'єм її сховища лише 0,9 млн м3), а відводить ресурс до дериваційного тунелю ГЕС Chabet El Akra.
Прокладений у правобережному гірському масиві тунель має довжину 8,4 км та діаметр 3 метри. Після балансуючої камери він переходить у напірний водовід довжиною 590 метрів та діаметром 1,65 метра до підземного машинного залу, створеного в долині уеду Ahrzerouftis (права притока уеду Agrioun). Зал має розміри 67х20 метрів та висоту 22 метри і обладнаний двома турбінами типу Пелтон, що при напорі у 374 метри забезпечують виробництво 146 млн кВт·год електроенергії на рік.
Відпрацьована вода по відвідному тунелю довжиною 1,7 км та діаметром 3,4 метра повертається в уед Agrioun.
Видача продукції відбувається по ЛЕП, що працює під напругою 150 кВ.